# Torpedo Ryga
Torpedo Ryga (łot. Futbola Sporta Klubs Torpedo Rīga) – łotewski klub piłkarski z siedzibą w Rydze.

## Historia
Chronologia nazw:
- 1957—1970: RTP
- 1971—1992: Torpedo Ryga
- 1993—1994: Vidus Ryga
- 1995: Amstrig Ryga
- 1996—1997: Daugava Ryga
- 1998—2000: LU/Daugava Ryga

Klub został założony w 1957 jako RTP i prezentował Ryski Taksomotorowy Park. Uczestniczył w rozgrywkach Mistrzostw Łotewskiej SRR. 30 lat drużynę prowadził trener Arkadij Perkin. Od 1971 nosił nazwę Torpedo Ryga. W 1992 debiutował w Virslīga. Klub często zmieniał nazwy: Vidus Ryga, Amstrig Ryga, Daugava Ryga i LU/Daugava Ryga. W 1999 występował sezon w 1. liga, po czym powrócił do Virslīga. W 2000 klub zajął ostatnie 8 miejsce i po zakończeniu sezonu połączył się z Policijas Ryga. Jako FKP/Daugava Ryga kontynuował występy w 1. lidze, ale w 2002 został rozwiązany.

## Europejskie puchary
Legenda do wszystkich tabel:
- Q – runda eliminacyjna, 1/16, 1/8, 1/4, 1/2 – odpowiednia faza rozgrywek, Grupa – runda grupowa, 1r gr – pierwsza runda grupowa, 2r gr – druga runda grupowa, F – finał, R – runda, PO – play-off
- k. – rzuty karne, los. – losowanie, Dogr. – dogrywka, w. – zasada bramek strzelonych na wyjeździe

| Sezon   | Rozgrywki        | Runda   | Klub                     | Dom | Wyjazd | Ogólnie    |
| ------- | ---------------- | ------- | ------------------------ | --- | ------ | ---------- |
| 1996    | Puchar Intertoto | Grupa 9 | FC Universitatea Craiova |     | 0–3    | 2. miejsce |
| 1996    | Puchar Intertoto | Grupa 9 | Spartak Trnawa           | 0–6 |        | 2. miejsce |
| 1996    | Puchar Intertoto | Grupa 9 | FK Čukarički             |     | 3–1    | 2. miejsce |
| 1996    | Puchar Intertoto | Grupa 9 | Karlsruher SC            | 1–2 |        | 2. miejsce |
| 1997/98 | Puchar UEFA      | 1Q      | Worskła Połtawa          | 1–3 | 1–2    | 2–5        |
| 1998/99 | Puchar UEFA      | 1Q      | NK Mura                  | 1–2 | 1–6    | 2–8        |